# Nagaworld FC
 NagaWorld FC, được thành lập vào năm 2001 với tên NagaCorp FC trước khi đổi tên hiện tại vào tháng 1 năm 2015, là một câu lạc bộ bóng đá chuyên nghiệp có trụ sở tại Phnom Penh, Campuchia. Câu lạc bộ chơi trong bộ phận hàng đầu của bóng đá Campuchia, hiện được gọi là Mefone C-League (xem Campuchia-League). NagaWorld FC là nhà vô địch Metfone C-League, giành chức vô địch giải đấu thứ ba trước 1 vòng vào ngày 23 tháng 9 năm 2018.

## Thống kê đội hình
| Số áo | Vị trí | Tên                  | VĐQG | VĐQG      | Hun Sen Cup | Hun Sen Cup | Tổng cộng | Tổng cộng |
| Số áo | Vị trí | Tên                  | Trận | Bàn thắng | Trận        | Bàn thắng   | Trận      | Bàn thắng |
| ----- | ------ | -------------------- | ---- | --------- | ----------- | ----------- | --------- | --------- |
| 1     | GK     | Sou Yaty             | 8    | 0         | 0           | 0           | 8         | 0         |
| 6     | DF     | Nhim Sovannara       | 8    | 1         | 0           | 0           | 8         | 1         |
| 7     | FW     | Khim Borey           | 9    | 1         | 0           | 0           | 9         | 1         |
| 8     | MF     | Moung Makara         | 2(1) | 0         | 0           | 0           | 2(1)      | 0         |
| 10    | MF     | Kouch Sokumpheak (C) | 9    | 1         | 0           | 0           | 9         | 1         |
| 11    | FW     | Suong Virak          | 1    | 1         | 0           | 0           | 1         | 1         |
| 12    | MF     | Sos Suhana           | 7(1) | 3         | 0           | 0           | 7(1)      | 3         |
| 14    | FW     | Atuheire Kipson      | 9    | 9         | 0           | 0           | 9         | 9         |
| 17    | FW     | Thorn Darapich       | 0    | 0         | 0           | 0           | 0         | 0         |
| 19    | FW     | Na Bunnet            | 1    | 0         | 0           | 0           | 1         | 0         |
| 20    | MF     | Set Mann Sout        | 0(1) | 0         | 0           | 0           | 0(1)      | 0         |
| 21    | GK     | Seang Namchheav      | 0    | 0         | 0           | 0           | 0         | 0         |
| 22    | GK     | San Usarphea         | 1    | 0         | 0           | 0           | 1         | 0         |
| 23    | DF     | Chhorn Dara          | 3    | 1         | 0           | 0           | 3         | 1         |
| 24    | DF     | Rort Bunnou          | 1    | 0         | 0           | 0           | 1         | 0         |
| 25    | DF     | Leng Makara          | 4(1) | 1         | 0           | 0           | 4(1)      | 1         |
| 30    | MF     | Esoh Paul Omogba     | 8(1) | 12        | 0           | 0           | 8(1)      | 12        |
| 32    | DF     | Yet Chetra           | 1    | 0         | 0           | 0           | 1         | 0         |
| 44    | MF     | Kouch Dani           | 8    | 2         | 0           | 0           | 8         | 2         |
| 45    | DF     | Anderson Zogbe       | 9    | 3         | 0           | 0           | 9         | 3         |
| 77    | MF     | Heng Tina            | 2    | 0         | 0           | 0           | 2         | 0         |
| 87    | MF     | Amir Gurbani         | 8    | 5         | 0           | 0           | 8         | 5         |
| No    | N/A    | Keo Uodom            | 0    | 0         | 0           | 0           | 0         | 0         |

## Thành tựu
- C-League: 3

2007, 2009, 2018
- Cúp Hun Sen: 1

2013